# Pik Dankow
Der Pik Dankow (kirgisisch Данков чокусу Dankow tschokussu, auch Pik Dankowa; anglisiert: Peak Dankova) ist ein 5982 m hoher Berg im Tian Shan im Rajon At-Baschy im Oblus Naryn im Südosten von Kirgisistan unweit der Grenze zur Volksrepublik China.

## Lage
Der 5982 m hohe Berg bildet den höchsten Punkt im westlichen Teil des Kakschaaltoo. Er liegt 5 km nördlich vom Hauptkamm der Gebirgskette, der die Grenze zu China bildet. Der Dschengisch Tschokusu (Pik Pobeda), höchster Berg im Kakschaaltoo und im Tian Shan, liegt 230 km ostnordöstlich. Der Pik Dankow liegt auf einem Bergkamm, der vom Hauptkamm nach Nordwesten abzweigt. Der Bergkamm wird im Osten vom Tschong-Turasu-Gletscher und im Westen vom Grigorjew-Gletscher flankiert. Bei der Sicht vom Gipfel des Pik Dankow auf den 538 km entfernten und 6436 m hohen Berg Hindu Tagh handelt es sich um die weiteste Sichtlinie der Erde.

## Besteigungsgeschichte
Die Erstbesteigung des Pik Dankow gelang vermutlich im Jahr 1969 einer Expedition unter der Führung von N. Strikitsa über die Südwestwand.